# Еммануель Каціадакіс
Нинішній Виконуючий обов'язки, голови міжнародної асоціації з Фехтування. Попередником якого був Алішер Усманов,відомий Російський Алігарх та близький друг Путіна. В липні 2023 року нинішній ВО голови федерації дав згоду в супереч людським та морально-етичним нормам, на дискваліфікацію не одноразової медалістки, та призерки міжнародних змагань - О́льга Генна́діївна Харла́н.
Що визвало велике обурення з боку шанувальників не тільки спортсменки, а і більшості цивілізованого світу. Нагадаємо, що дуель проходила на теренах чемпіонату світу 2023 р. В 1/32 фіналу українка перемогла з шаленим відривом російську фехтувальницю Анна Смірнова.